# DJK Don Bosco Bamberg
De DJK Don Bosco Bamberg is een Duitse sportvereniging uit de Oberfrankische stad Bamberg. De vereniging biedt naast een voetbaltak ook  basketball en tafeltennis aan. De vereniging is lid van de katholieke sportbond Don Bosco sportorganisatie.

## Voetbal
Het eerste voetbalelftal speelde de eerste 40 jaar in de lagere amateurdivisies van Bamberg. In 1996 promoveerde de club naar de Bezirksliga. Na een degradatie naar de Kreisliga lukte het de club om zich in 2008 te kwalificeren voor de Bezirksoberliga Oberfranken en in 2010 volgde promotie naar de Landesliga Bayern. Na het seizoen 2011/12 kon men dankzij een 12e plaats deelnemen aan kwalificatie-wedstrijden voor de nieuwe Bayernliga-Nord. Het lukte de club om zich te kwalificeren. In 2013 degradeerde de club. Na twee seizoenen slaagde de club erin terug te keren. 

### Successen
- Promotie naar de Landesliga Bayern Nord: 2010
- Promotie naar de Bayernliga-Nord: 2012